# Görlitzer Park (Album)
Görlitzer Park ist das siebte Studioalbum der Berliner Hip-Hop-Formation K.I.Z. Es erschien am 21. Juni 2024 über das Label Eklat Tonträger und wird von Warner Music vertrieben.

## Produktion
Das Album wurde fast komplett von dem Musikproduzenten-Duo Drunken Masters produziert, das an der Musik zu allen Liedern beteiligt war. Bei einigen Songs erhielt es Unterstützung von Nico K.I.Z, Bazzazian, Paul Mond, Stoopid Lou, Bastian Völkel und Shuko.

## Covergestaltung
Das Albumcover zeigt den nächtlichen Zugang zum Görlitzer Park in Berlin, der von einer Laterne beleuchtet wird. Im Torbogen steht der künstlich generierte weiße Schriftzug Görlitzer Park.

## Titelliste
| #  | Titel                     | Produzenten                                        | Länge |
| -- | ------------------------- | -------------------------------------------------- | ----- |
| 1  | Görlitzer Park            | Drunken Masters, Nico K.I.Z, Paul Mond             | 4:12  |
| 2  | Sommer meines Lebens      | Drunken Masters                                    | 3:15  |
| 3  | 2001                      | Bazzazian, Drunken Masters                         | 3:29  |
| 4  | Samstag ist Krieg         | Drunken Masters                                    | 3:15  |
| 5  | Vierspur                  | Drunken Masters                                    | 2:59  |
| 6  | Frieden                   | Drunken Masters                                    | 5:04  |
| 7  | Berlin wird dich töten    | Drunken Masters                                    | 3:12  |
| 8  | Sensibel                  | Drunken Masters                                    | 3:56  |
| 9  | Applaus                   | Drunken Masters                                    | 3:39  |
| 10 | Geld wie ein Magnet Intro | Drunken Masters                                    | 0:31  |
| 11 | Geld wie ein Magnet       | Drunken Masters                                    | 4:17  |
| 12 | Lächel doch mal           | Drunken Masters, Stoopid Lou                       | 3:43  |
| 13 | Jahrmarkt                 | Drunken Masters                                    | 2:46  |
| 14 | Die Party ist vorbei      | Bastian Völkel, Drunken Masters, Nico K.I.Z, Shuko | 3:42  |
| 15 | Grabstein                 | Drunken Masters                                    | 2:19  |
| 16 | Gewinner                  | Drunken Masters, Nico K.I.Z                        | 2:28  |

## Singles
Bereits am 22. September 2023 wurde der Titelsong Görlitzer Park als erste Single des Albums veröffentlicht und erreichte Platz 92 der deutschen Singlecharts. Die zweite Auskopplung Frieden erschien am 12. Januar 2024 und belegte Rang 22 der Charts. Am 29. März 2024 folgte mit Applaus die dritte Single, die Position 91 erreichte. Zudem erschienen ab 6. Juni 2024 Musikvideos zu allen Songs als Countdown im Vorfeld des Albums. Nach Erscheinen des Albums stieg zudem das Lied Sommer meines Lebens für eine Woche auf Platz 89 in die deutschen Charts ein.

## Rezeption

### Rezensionen
| Professionelle Bewertungen | Professionelle Bewertungen |
| -------------------------- | -------------------------- |
| Kritiken                   |                            |
| Quelle                     | Bewertung                  |
| laut.de                    | [ 3 ]                      |
| Spiegel                    | [ 4 ]                      |

Dominik Lippe von laut.de gab dem Album fünf von fünf Punkten. Es sei sowohl „ein politisches“, als auch „ein persönliches Album“, das wirke, als habe die „ganze sarkastische Karriere [von K.I.Z] rückblickend dazu gedient, den tiefsitzenden Schmerz zu überdecken.“ Dabei werde die Band „den einen oder anderen Altfan […] im Moshpit zurücklassen müssen, doch dafür ist „Görlitzer Park“ ihr mit Abstand reifstes Werk.“
Andreas Borcholte von spiegel.de bewertete Görlitzer Park mit 8,5 von möglichen zehn Punkten. Die Rapper seien auf dem Album „introvertierter, wenn nicht sogar ernsthafter und erwachsener“, als auf vorherigen Veröffentlichungen. Dabei drehten sich die Songs vor allem „um die Jugend der Musiker, die sie in den Kreuzberger Nachbarschaften rund um den titelgebenden Görlitzer Park verbracht haben.“
Auf br.de bezeichnet Philipp Laier das Album als „ein Schlag in die Magengrube“ und „popkulturelles Großereignis“. Dabei legten die Rapper „nicht nur den Finger in die Wunde, sondern bohren regelrecht darin herum. Maxim, Tarek und Nico machen also Gesellschaftskritik – mit deutlichem Fokus auf der Kritik.“ Die Themen bewegten sich „von grenzenlosem Neoliberalismus und der Lüge vom „Jeder kann es schaffen“ bis hin zu toxischer Maskulinität, Misogynie und „Lächel’ doch mal“-Sprüchen.“

### Chartplatzierungen
Görlitzer Park stieg am 28. Juni 2024 auf Platz eins der deutschen Albumcharts ein und belegte in den folgenden Wochen die Ränge sieben und acht. Insgesamt war es 17 Wochen in den Top 100 vertreten, davon vier Wochen in den Top 10. Das Album avancierte damit nach Hurra die Welt geht unter (2015) und Rap über Hass (2021) zum dritten Nummer-eins-Album der Band in Deutschland sowie zum sechsten Top-10- und achten Chartalbum. Darüber hinaus erreichte das Album auch die Chartspitze der deutschen deutschsprachigen Charts, die Chartspitze der Hip-Hop-Charts sowie der Vinylcharts. Während die Band nach Rap über Hass zum zweiten Mal die Vinylcharts anführte, ist es in den anderen beiden Chartlisten ebenfalls nach Hurra die Welt geht unter und Rap über Hass das dritte Nummer-eins-Album. In den deutschen Album-Jahrescharts 2024 belegte Görlitzer Park Platz 16 und in den Vinyl-Jahrescharts Rang vier.
In Österreich erreichte das Album ebenfalls die Chartspitze, während es in der Schweiz Rang vier belegte.
| ChartsChartplatzierungen | Höchstplatzierung | Wochen |
| ------------------------ | ----------------- | ------ |
| Deutschland (GfK)        | 1 (17 Wo.)        | 17     |
| Österreich (Ö3)          | 1 (7 Wo.)         | 7      |
| Schweiz (IFPI)           | 4 (7 Wo.)         | 7      |

| ChartsJahrescharts (2024) | Platzierung |
| ------------------------- | ----------- |
| Deutschland (GfK)         | 16          |